# Drużynowe Mistrzostwa Świata Juniorów na Żużlu 2016
Drużynowe Mistrzostwa Świata Juniorów na Żużlu 2016 (DMŚJ) – cykl turniejów żużlowych, mających wyłonić najlepszą drużynę narodową (do lat 21) w sezonie 2016. Po raz 9. w historii złote medale zdobyli reprezentanci Polski.

## Finał
- Norrköping, 20 sierpnia 2016
- sędzia zawodów: Mika Laukkanen

| Msc |                                                                                         | Drużyna / Zawodnik                                      | Biegi       | Punkty |
| --- | --------------------------------------------------------------------------------------- | ------------------------------------------------------- | ----------- | ------ |
| 1   |                                                                                         | Polska                                                  | Polska      | 44     |
| 1   | Krystian Pieszczek Bartosz Zmarzlik Paweł Przedpełski Bartosz Smektała Daniel Kaczmarek | (3,0,3,1,2) (2,3,3,3,3) (1,2,0,3,1) ns                  | 9 14 7 ns   |        |
| 2   |                                                                                         | Australia                                               | Australia   | 37     |
| 2   | Brady Kurtz Jake Allen Max Fricke Jack Holder Cameron Heeps                             | 2,2,0,2,1) (3,3,3,2,2) (2,2,1,1,2) (1,3,2,2,1) ns       | 7 13 8 9 ns |        |
| 3   |                                                                                         | Dania                                                   | Dania       | 24     |
| 3   | Frederik Jakobsen Mikkel Brøndum Andersen Patrick Hansen Andreas Lyager Jonas Jeppesen  | (0,1,2,3,1,3) (0,1,1,0,3) (3,1,2!,2,0,0) (1,w,–,0,–) ns | 10 5 8 1 ns |        |
| 4   |                                                                                         | Szwecja                                                 | Szwecja     | 17     |
| 4   | Kenny Wennerstam Joel Kling Filip Hjelmland Joel Andersson Alexander Woentin            | (0,w,–,0,–) (0,d,0,1,0,0) (1,1,0,1,0) (3,2,2!,2,2,2) ns | 0 1 3 13 ns |        |

Bieg po biegu:
1. Andersson, Zmarzlik, Holder, Jakobsen
2. Pieszczek, Fricke, Hjelmland, Andersen
3. Allen, Przedpełski, Lyager, Wennerstam
4. Hansen, Kurtz, Smektała, Kling
5. Holder, Smektała, Andersen, Wennerstam (w/u)
6. Przedpełski, Fricke, Jakobsen, Kling (d)
7. Allen, Andersson, Hansen, Pieszczek
8. Zmarzlik, Kurtz, Hjelmland, Lyager (w/u)
9. Pieszczek, Holder, Hansen (2!), Kling
10. Zmarzlik, Hansen, Fricke, Hjelmland
11. Allen, Jakobsen, Andersson (2!), Smektała
12. Przedpełski, Andersson, Andersen, Kurtz
13. Smektała, Andersson, Fricke, Lyager
14. Przedpełski, Holder, Hjelmland, Hansen
15. Zmarzlik, Allen, Kling, Andersen
16. Jakobsen, Kurtz, Pieszczek, Wennerstam
17. Zmarzlik, Andersson, Kurtz, Hansen
18. Przedpełski, Fricke, Jakobsen, Kling
19. Andersen, Pieszczek, Holder, Hjelmland
20. Jakobsen, Allen, Smektała, Kling